# Friedrich Mering (Mediziner)

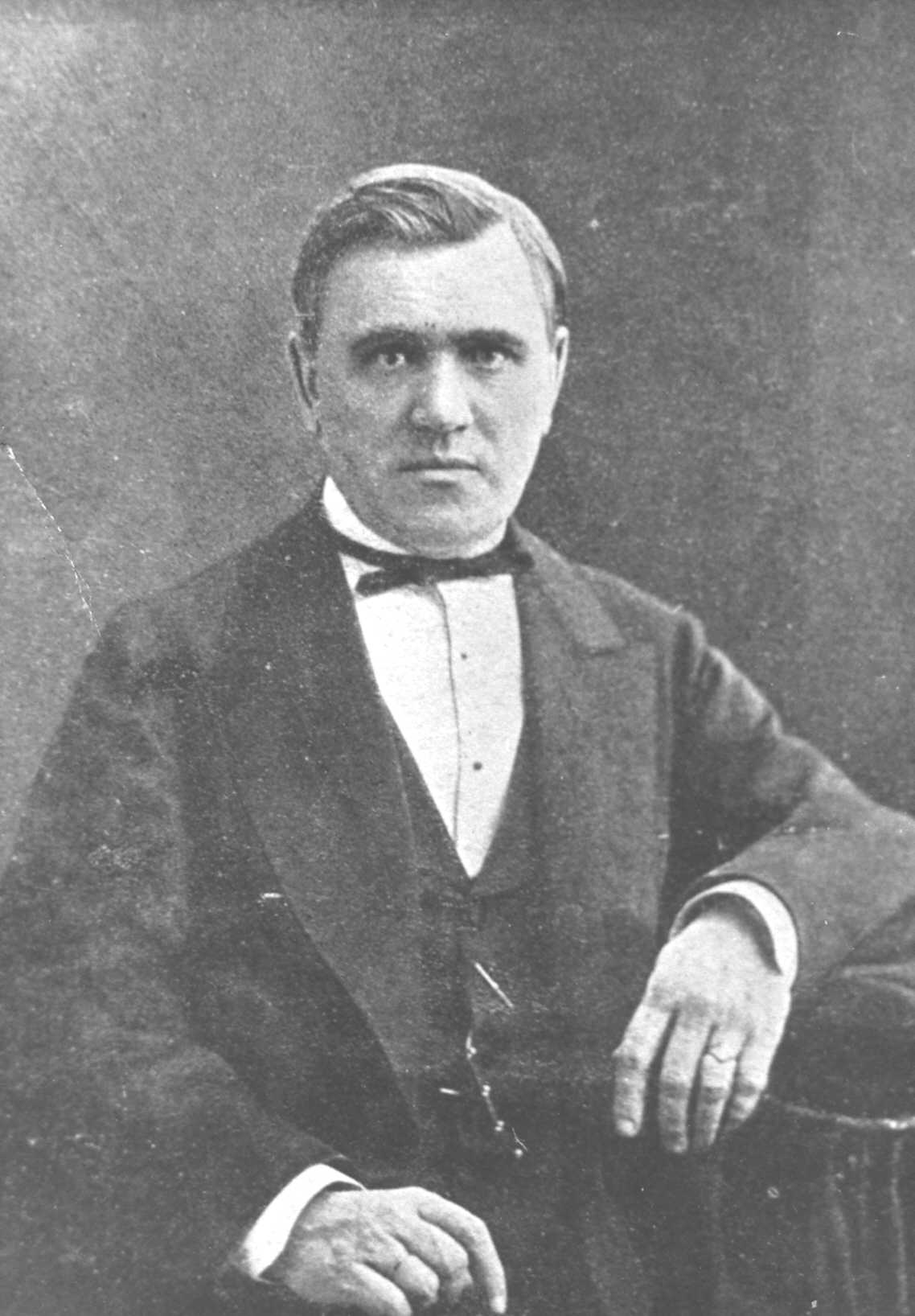
Friedrich Mering

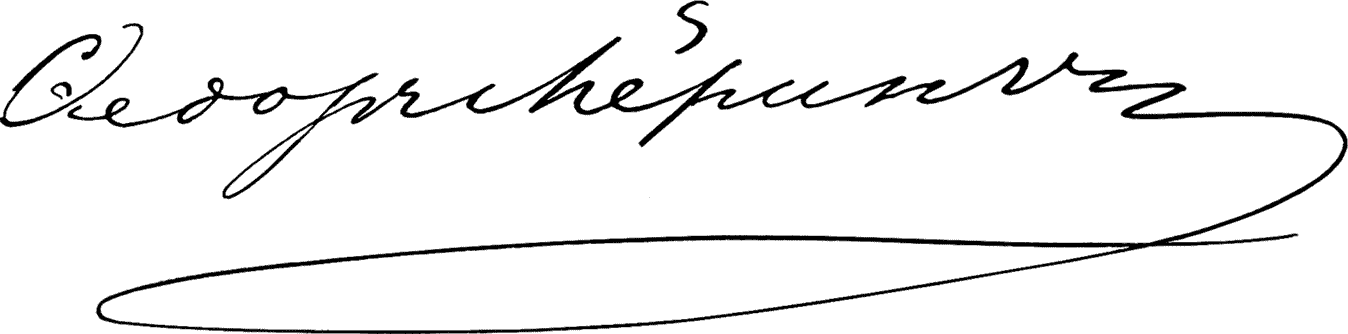
Signatur Friedrich Mering

Friedrich Georg Mering (auch Fjodor Fjodorowitsch Mering; * 10. März 1822 in Dohna, Königreich Sachsen; † 31. Oktober 1887 in Kiew, Russisches Kaiserreich) war ein in der Ukraine wirkender deutscher Arzt, Pathologe und Medizinprofessor sowie Sprecher der Duma in Kiew.

## Leben
Friedrich Georg Mering kam in Dohna im Königreich Sachsen zur Welt, besuchte bis 1840 das Gymnasium in Dresden und studierte ab 1841 Medizin an der Universität Leipzig, an der er 1845 graduierte. 1846 wanderte auf Einladung eines Gutsbesitzers nach Russland aus und arbeitete dort, nachdem seine Qualifikation durch eine Prüfung an der Universität Kiew bestätigt wurde, zunächst in Poltawa und behandelte dort die Gutsbesitzerfamilien des ganzen Bezirkes. Außerdem arbeitete er zwei Jahre als Arzt in einem Krankenhaus bei Solotonoscha und bereitete sich von 1849 bis 1851 in Sankt Petersburg im Landhospital-Nummer 1 als Prosektor unter der Leitung von Nikolai Iwanowitsch Pirogow, dem er auch im Anschluss freundschaftlich verbunden blieb, auf die Doktorprüfung vor. Während er auf eine Lehrstuhlgenehmigung an der Kiewer Universität wartete, war er als Arzt im Landgut Katschaniwka des Adelsmarschalls und Millionärs Grigori Stepanowitsch Tarnowski (Григорий Степанович Тарновский) im Gouvernement Tschernigow tätig. 
Im Sommer 1853 leistete er gegenüber dem russischen Imperium den Treueid und heiratete kurze Zeit später seine aus der Adelsfamilie Tomara stammende Frau Katherina, mit der er drei Söhne und zwei Töchter bekam. Im selben Jahr ging er als Studienassessor nach Kiew und lehrte als Aspirant der Medizinischen Wissenschaften an der Kiewer Universität, an der er ein Jahr später zum extraordinären Professor erklärt wurde. Außerdem eröffnete Mering in Kiew eine private Arztpraxis und versorgte dort die Elite der Stadt und des Gouvernements ärztlich. Durch sein hohes Professorengehalt und ein jährliches Einkommen von 3500 Rubeln wurde er der reichste Arzt im Russischen Reich und verfügte bald über ein Millionenvermögen, das er teilweise in große Grundstücke und Immobilien im Zentrum Kiews anlegte.
Während des Krimkrieges studierte er im Januar 1856 die Typhusepidemie in der Südlichen Armee, wofür er später den Orden der Heiligen Anna dritter Klasse erhielt. Später bekämpfte er die Typhusepidemie in Kiew.
1860 wurde Mering geadelt und erhielt den Titel eines Hofberaters. 1864 wurde er zum Staatsrat und zum Direktor der Klinik für Innere Medizin der Kiewer Universität ernannt. Ab 1871 war er bis zu seinem Tod 1887 der Sprecher der Kiewer Duma. Seine Totenmesse fand in der lutherischen St. Katharinen-Kirche statt, wobei erstmals in Kiew sowohl der lutherische Pastor als auch der orthodoxen Priester und der Rabbiner an einer Messe teilnahmen. An der anschließenden Beerdigung auf dem Friedhof Askolds Grab nahmen einhunderttausend Kiewer Bürger (bei einer gesamten Einwohnerzahl von 165.000) teil. Zu seinen Veröffentlichungen zählen Artikel über Hygiene und die klinische Medizin.

## Ehrungen
Mering erhielt zahlreiche Orden und Ehrungen, darunter den Orden des Heiligen Wladimir 2. Klasse, den St. Anna-Orden 1. Klasse und den Sankt-Stanislaus-Orden 1. Klasse.